# Winfried Krauß
Winfried Krauß (* 13. Oktober 1946 in Fürth; † 14. März 2004 in Frankfurt) war ein deutscher Politiker der rechtsextremen NPD und Mitbegründer wie Bundesvorsitzender ihres Jugendverbandes Junge Nationaldemokraten.

## Beruflicher Werdegang
Krauß wuchs in Nürnberg auf und machte am lokalen Melanchthon-Gymnasium sein Abitur. Im Anschluss studierte er in Erlangen Mathematik, Physik, Philosophie und Informatik. Nach seinem Umzug nach Frankfurt (Main) im Jahr 1980 wurde er in den Bereichen Marketing und Vertriebsunterstützung des damaligen Datenverarbeitungsunternehmens Deutsche Olivetti GmbH tätig. Dort waren nach Berichten von Kollegen seine politischen Aktivitäten durchaus bekannt, wurden aber nicht thematisiert, da er sein politisches und sein berufliches Leben strikt trennte.

## Politische Karriere
Krauß war zusammen mit Günter Deckert und Gleichgesinnten Mitbegründer der Jungen Nationaldemokraten, die sich als Jugendorganisation der NPD etablieren sollte. Er wurde dritter Bundesvorsitzender der JN und hatte diese Funktion von 1975 bis 1977 inne. Zuvor war er 1973 bis 1979 in den Bundesvorstand der NPD gewählt worden. Wieder gewählt 1987, schied er erst wieder 1998 aus. Zumindest in den letzten Jahren stand er dem Amt Politik im Bundesvorstand vor. Er galt nicht nur als Leiter der Programmkommission der NPD, sondern auch als Vordenker seiner Partei. Von 1991 bis 1994 war er Vorsitzender der NPD Hessen. Zuvor war er stellvertretender Landesvorsitzender gewesen. Krauß stand im Konflikt mit Horst Mahler und seinen Radikalisierungsversuchen innerhalb der NPD.
Von 1989 bis 1993 war Krauß Stadtverordneter im Frankfurter Römer und saß dabei seiner siebenköpfigen Fraktion vor.